# تاكاهيرو ساساكي (سياسي)
تاكاهيرو ساساكي هو سياسي ياباني، ولد في 10 مارس 1949 في شيبيتسو في اليابان. حزبياً، نشط في الحزب الديمقراطي الياباني. في الانتخابات العامة اليابانية 2017، انتخب عضو مجلس النواب من اليابان عن دائرة Hokkaido 6th district ‏ وقد انضم خلال فترته النيابية ‏ (22 أكتوبر 2017 – ) للكتلة البرلمانية Constitutional Democratic Party of Japan (2017) ‏ وانتخب عضو مجلس النواب من اليابان.

## وصلات خارجية
- الموقع الرسمي